# Yang Kyung-il
양경일
Œuvres principales
Première œuvre : Chroniques de la guerre légendaire de Shoma
Autres ouvrages :
- Island, Le Nouvel Angyo Onshi

Dans ce nom coréen, le nom de famille, Yang, précède le nom personnel.
Yang Kyung-il (양경일) est un manhwaga né le 26 mars 1970 à Incheon en Corée du Sud. Il est principalement dessinateur et travaille notamment en collaboration avec le scénariste Youn In-wan, et, bien qu'il soit sud-coréen, la plupart de ses œuvres sont d'abord publiées au Japon.

## Biographie
Yang Kyung-il commence sa carrière de manhwaga en 1993 avec Chroniques de la guerre légendaire de Shoma prépublié dans le magazine sud-coréen Weekly Shōnen Champ.
En 2001, il commence le manga Le Nouvel Angyo Onshi, toujours en collaboration avec Youn In-wan et  prépublié dans le magazine japonais Sunday GX (Shōgakukan). Le succès du manga lui vaut une adaptation en film d'animation en 2006, coproduit par les studios japonais Oriental Light and Magic et sud-coréen Character Plan.

## Œuvres
- 1993 : Chroniques de la guerre légendaire de Shoma avec Hwang Yong-su, 4 volumes (Daiwon C.I., Ypnos)
- 1997-1998 : Island avec Youn In-wan, 7 volumes (Enterbrain, Panini Comics)
- 1999 : Shiryou Kari  avec Kazumasa Hirai, 4 volumes (Aspect Comix, Enterbrain)
- 2001-2007 : Le Nouvel Angyo Onshi avec Youn In-wan, 17 volumes (Shôgakukan, Pika Édition)
- 2004 : Déjà vu avec Park Sung-woo, Youn In-wan, Yoon Seung-ki, Kim Tae-hyung, one shot (Daiwon C.I., Soleil)
- 2005-2007 : Blade of Heaven avec Hwang Yong-su, 10 volumes (Daiwon C.I.)
- 2007 : Let's Bible avec Youn In-wan, one shot (Square Enix)
- 2007 : Shin Angyo Onshi Gaiden avec Youn In-wan, one shot (Shôgakukan), un prequel au manga, Le Nouvel Angyo Onshi
- 2008 : Akuma Bengoshi Kukabara avec Youn In-wan, one shot (Shôgakukan)
- 2008-2013 : March Story, avec Kim Hyang-min, 5 volumes (Shôgakukan, Panini comics)
- 2008-2009 : Burning Hell avec Youn In-wan, 1 volume (Shôgakukan)
- 2009-2011 : Defense Devil avec Youn In-wan, 10 volumes (Shôgakukan)basé sur le one shot  "Akuma Bengoshi Kukabara".
- 2012-2016 : Area D, un talent inhabituel avec Kyôichi Nanatsuki, 14 volumes (Shôgakukan)
- 2018 : Kangtawoo avec Shin Hyung Wook, 35 chapitres (Naver) basé sur le manhwa "Cheorin Kangtawoo"
- 2020-en cours :Child of the Sheath avec  Kim Hyeong Min, (Kakao)
- 2021-en cours :The Divine Twilight's Return avec Sa Do Yeon, (Kakao, Naver)